# چاپایفسک
شهر چاپایفسک (به روسی: Чапаевск) در کشور روسیه و در اوبلاست سامارا واقع شده‌است.